# It Was the Best of Times
 (avril 2024).
Si vous disposez d'ouvrages ou d'articles de référence ou si vous connaissez des sites web de qualité traitant du thème abordé ici, merci de compléter l'article en donnant les références utiles à sa vérifiabilité et en les liant à la section « Notes et références ».
Albums de Supertramp
Some Things Never Change
(1997) Is Everybody Listening?
(2001)
It Was the Best of Times est le 3e album en concert du groupe de rock Supertramp sorti en 1999. Il reprend les chansons jouées lors des deux concerts donnés au Royal Albert Hall de Londres les 19 et 20 septembre 1997 et issues de la tournée It's About Time, destinée à promouvoir son album Some Things Never Change sorti la même année. On retrouve sur cet enregistrement la chanson Don't You Lie To Me de Tampa Red et Hudson Whittaker, standard de rock américain déjà interprété en 1988 lors du World Migration Tour. Cette version propose un solo de chaque musicien, bassiste inclus, à l'exception du batteur. À noter qu'il est sorti en deux versions différentes : la première en version double contient deux CD et la seconde en version simple avec une liste de chansons restreinte.

## Titres

### Disque 1
Toutes les chansons sont écrites et interprétées par Rick Davies, sauf indications contraires.
1. It's a Hard World  - 9:20
2. You Win, I Lose  - 4:07
3. Listen to Me Please  - 5:03
  - Chantée par Rick Davies & Mark Hart
4. Ain't Nobody but Me (Rick Davies, Roger Hodgson) - 6:15
5. Sooner or Later (Rick Davies, Mark Hart) - 7:35
  - Chantée par Mark Hart
6. Free as a Bird  - 4:50
7. Cannonball  - 7:53
8. From Now On (Rick Davies, Roger Hodgson) - 7:37
9. Breakfast in America (Rick Davies, Roger Hodgson) - 2:47
  - Chantée par Mark Hart
10. Give Me a Chance (Rick Davies, Mark Hart) - 4:39
  - Chantée par Mark Hart
11. Rudy (Rick Davies, Roger Hodgson)- 8:05

### Disque 2
Toutes les chansons sont écrites par Rick Davies et Roger Hodgson et interprétées par Rick Davies, sauf indication contraire.
1. Downstream - 3:53
2. Another Man's Woman - 9:27
3. Take the Long Way Home - 5:11
  - Chantée par Mark Hart
4. Bloody Well Right - 6:58
5. The Logical Song - 4:05
  - Chant par Mark Hart
6. Goodbye Stranger - 6:53
7. School - 6:28
  - Chantée par Rick Davies et Mark Hart
8. And the Light  - 5:03
9. Don't You Lie to Me (Hudson Whittaker) - 3:31
10. Crime of the Century - 8:01

### Version simple
Toutes les chansons sont écrites par Rick Davies et Roger Hodgson et interprétées par Rick Davies, sauf indication contraire.
1. You Win, I Lose – 4:44 (Davies)
2. Listen to Me Please – 5:03 (Davies)
3. Sooner or Later – 7:35 (Davies, Hart)
4. Free as a Bird – 4:49 (Davies)
5. Cannonball – 7:52 (Davies)
6. From Now On – 7:44
7. Breakfast in America – 2:47
8. And the Light – 5:03 (Davies)
9. Take the Long Way Home – 5:10
10. Bloody Well Right – 6:58
11. The Logical Song – 4:04
12. Goodbye Stranger – 7:24
13. School – 6:32

## Musiciens
Selon le livret accompagnant l'album
- Rick Davies : chant, claviers, piano, harmonica
- Mark Hart : chant, guitare, claviers, piano
- Carl Verheyen : guitare
- Cliff Hugo : basse, basse fretless sur It's A Hard World
- John Helliwell : chant, saxophone, cuivres, flûte
- Lee Thornburg : trombone, trompette
- Bob Siebenberg : batterie
- Jesse Siebenberg : percussions